# Nicolaus Jacobi Bothniensis
För hans samtida, ärkebiskopen, se Nicolaus Olai Bothniensis
Nicolaus Jacobi Bothniensis, född 1578 i Västerbotten, död 1655 i Örebro, var en svensk kyrkoman, generalprost över Närke och hovpredikant.

## Biografi
Om Nicolaus Jacobi Bothniensis ursprung är inget annat känt än att han av herdaminnena uppges tillhöra Bureätten. Efter fostran i hemmet sändes han till Uppsala universitet, vilket torde ha varit strax efter Uppsala möte. Han for sedan vidare till Tyskland och Paris, och återvände 1608 som magister laureatus och prästvigdes. I den egenskapen efterträdde han kalvinisten Forbesius som hovpredikant hos Karl IX. Två år på den posten föranledde kungen att tilldela Bothniensis Nyköpings östra pastorat med Stenbro som boställe.
Sedan Gustav II Adolf blivit kung, utnämndes Bothniensis 1618 till kyrkoherde över Örebro och generalprost över Närke, en befattning endast han innehaft i stiftets historia. Befattningen innebar att Bothniensis närmast var jämbördig domprosten, och Närkes domvärjo föll under honom, varför det under hans tid kallas "kapitlet i Örebro". Bothniensis använde i den befattningen Mose lag, dekalogen, och andra rent religiösa rättskällor - inte heller i mer borgerliga mål använde han stads- eller landslag eller heller kyrkolagen. Han var av den orsaken mycket respekterad. Bothniensis hade också tillsynen över skolan i Örebro, och dömde i ett uppmärksammat fall mot rektor Buddæus.

### Familj
Bothniensis gifte sig 3 december 1609 med Anna Börjesdotter (född 1590), dotter till kyrkoherden Birgerus Erici i Nederkalix församling. De fick tillsammans barnen vice lagmannen Jakob Lithman (1611–1674) och biskopen professor Carolus Lithman (1612–1686) i Strängnäs stift, vars barn jämte brodern adlades  med bibehållet namn.